# Hanshin Electric Railway
Hanshin Electric Railway Co., Ltd (阪神電気鉄道株式会社, Hanshin Denki-tetsudō Kabushiki-gaisha) est une compagnie ferroviaire privée japonaise du groupe Hankyu Hanshin Holdings. Elle relie les villes d'Ōsaka et Kōbe. Elle est également le propriétaire de l'équipe de baseball Hanshin Tigers.
Le second kanji d'Ōsaka (大阪) et le premier de Kōbe (神戸) forment le nom de la compagnie, 阪神, qui se lit Hanshin.

## Historique

### Création
Le 12 juin 1899, la société Settsu Electric Railway Co., Ltd. (摂津電気鉄道株式会社, Settsu Denki-tetsudō Kabushiki-gaisha) est créée.

### Développement
- 7 juillet 1899 - La compagnie Settsu Electric Railway Co., Ltd. change de nom pour devenir la Hanshin Electric Railway Co., Ltd (阪神電気鉄道株式会社, Hanshin Denki-tetsudō Kabushiki-gaisha?).
- 1902 - Inscription à la bourse de Tōkyō
- 12 avril 1905 - Ouverture de la ligne entre Kobe et Osaka.
- 18 août 1914 - Ouverture de la ligne Kita-Ōsaka (北大阪線).
- 20 janvier 1924 - Ouverture de la ligne Denpō (伝法線) (actuelle ligne Hanshin Namba (阪神なんば線)).
- 1er juillet 1926 - Ouverture de la ligne Kōshien.
- 14 avril 1929 - Ouverture de la ligne Amagasaki.
- 17 juin 1933 - Ouverture d'une ligne de métro entre Iwaya et Sannomiya.
- 21 novembre 1943 - Ouverture de la ligne Mukogawa.
- 15 septembre 1954 - Les trains express Hanshin de série 3011 sont mis en circulation.
- 24 juillet 1958 - Les trains Hanshin Jet-Car 5001 sont mis en circulation.
- 1er décembre 1962 - Fermeture de la ligne Amagasaki.
- 7 avril 1968 - Ouverture de la ligne Tōzai du Kobe Rapid Transit Railway (神戸高速鉄道株式会社, Kōbe kōsoku-tetsudō). La Sanyo Electric Railway exploite la ligne. Elle est connectée avec la ligne principale Hanshin.
- 1er juillet 1970 - Les trains express Hanshin de séries 7001 et 7101 sont mis en circulation.
- 6 mai 1975 - Fermeture de la ligne Kōshien.
- 30 avril 1983 - Tous les véhicules sont climatisés.
- 17 janvier 1995 - Tremblement de terre de Kōbe.
- 18 janvier 1995 - Le trafic reprend à l'ouest d'Osaka.
- 26 janvier 1995 - La station de Mukogawa est reconstruite.
- 26 juin 1995 - Toutes les grandes lignes sont reconstruites.
- 1er novembre 1995 - Les trains Hanshin de la série 5500 sont mis en circulation.
- 15 février 1998 - Ouverture du train express direct entre Umeda et Sanyō Himeji.
- 10 mars 2001 - Les trains Hanshin de la série 9300 sont mis en circulation.
- 27 juin 2006 - Hankyū Holdings fait une proposition d'achat d'Hanshin Electric Railway.
- 29 juin 2006 - Les actionnaires approuvent le rachat de Hanshin Electric Railway par Hankyū Holdings.
- 1er octobre 2006 - Hankyū Holdings et Hanshin Electric Railway fusionnent et deviennent Hankyu Hanshin Holdings, Inc.. C'est la première grande fusion de compagnies de chemins de fer privés après la Seconde Guerre mondiale.
- 5 octobre 2007 - Les trains Hanshin de la série 1000 sont mis en circulation.
- 20 mars 2009 - Ouverture de la ligne Hanshin Namba.

## Réseau

### Lignes actuelles
| Ligne             | Nom japonais | Terminus                     | Longueur (km) | Gares |
| ----------------- | ------------ | ---------------------------- | ------------- | ----- |
| Ligne principale  | 本線         | Osaka-Umeda - Motomachi      | 32,1          | 33    |
| Ligne Namba       | なんば線     | Amagasaki - Osaka-Namba      | 10,1          | 11    |
| Ligne Mukogawa    | 武庫川線     | Mukogawa - Mukogawadanchimae | 1,7           | 4     |
| Ligne Kobe Kosoku | 神戸高速線   | Motomachi - Nishidai         | 5,0           | 7     |

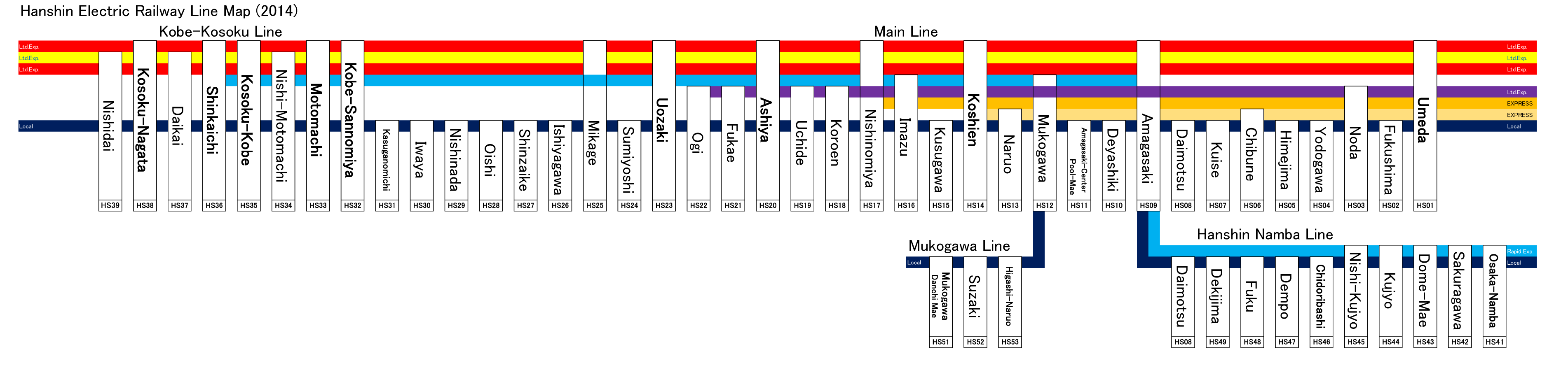
Le réseau ferroviaire Hanshin

Ces lignes représentent au total 48,9 km de voies et desservent 51 gares.

### Lignes abandonnées
- Ligne Kita-Ōsaka (北大阪線) (Noda – Tenjimbashisuji Rokuchome)
- Ligne Kokudo (国道線) (Noda – Higashi-Kōbe)
- Ligne Kōshien (甲子園線) (Kamikoshien - Kōshien - Hamakoshien - Nakatsuhama)
- Ligne Amagasaki Kaigan (尼崎海岸線) (Deyashiki - Higashihama)
- Ligne Mukogawa (武庫川線) (Mukogawa - Muko-ohashi - Nishinomiya (Japanese National Railways)): La ligne entre Muko-Ohashi et Nishinomiya a été utilisée uniquement pour les trains de marchandises exploités par la JNR.

## Types de trains

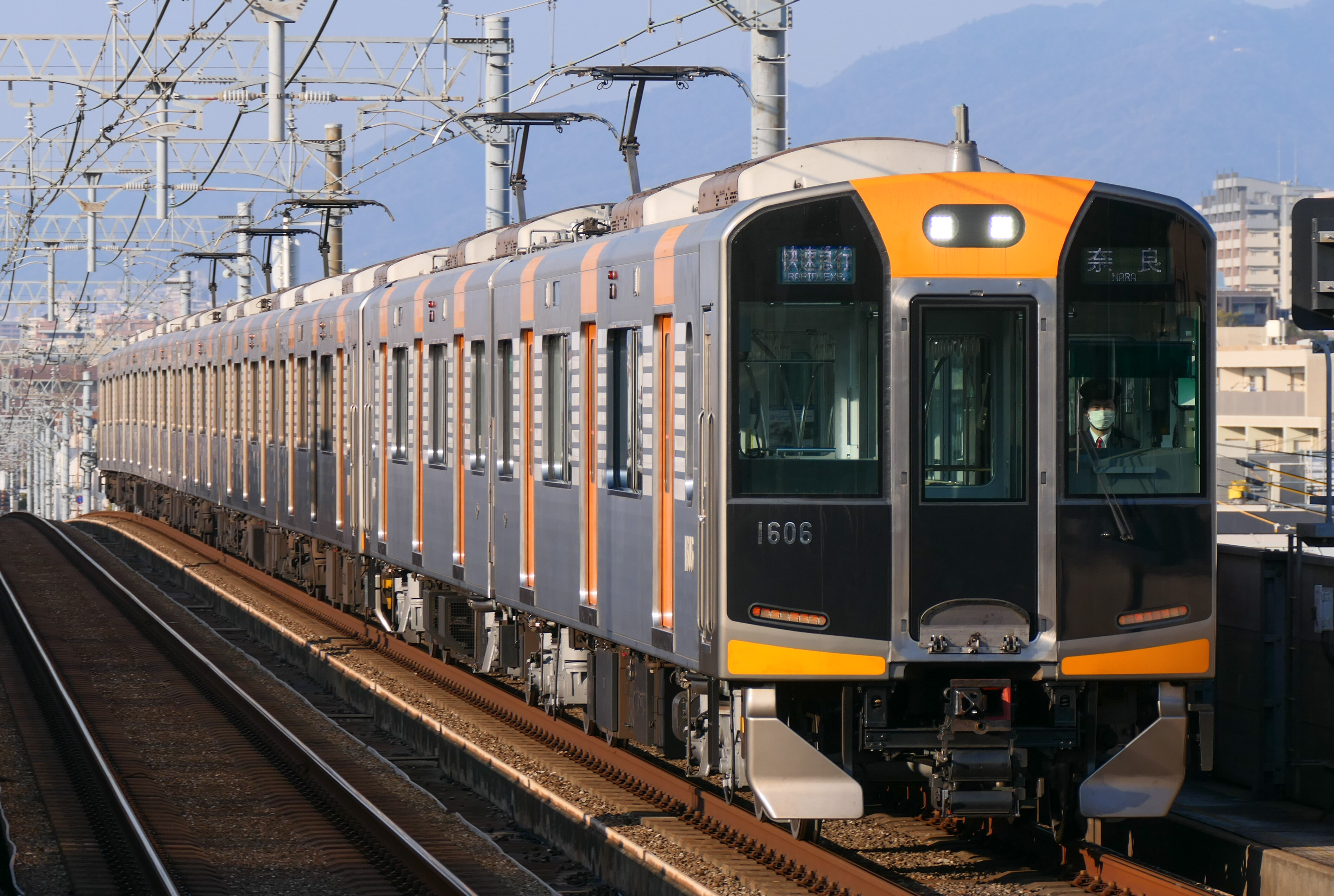
série 1000
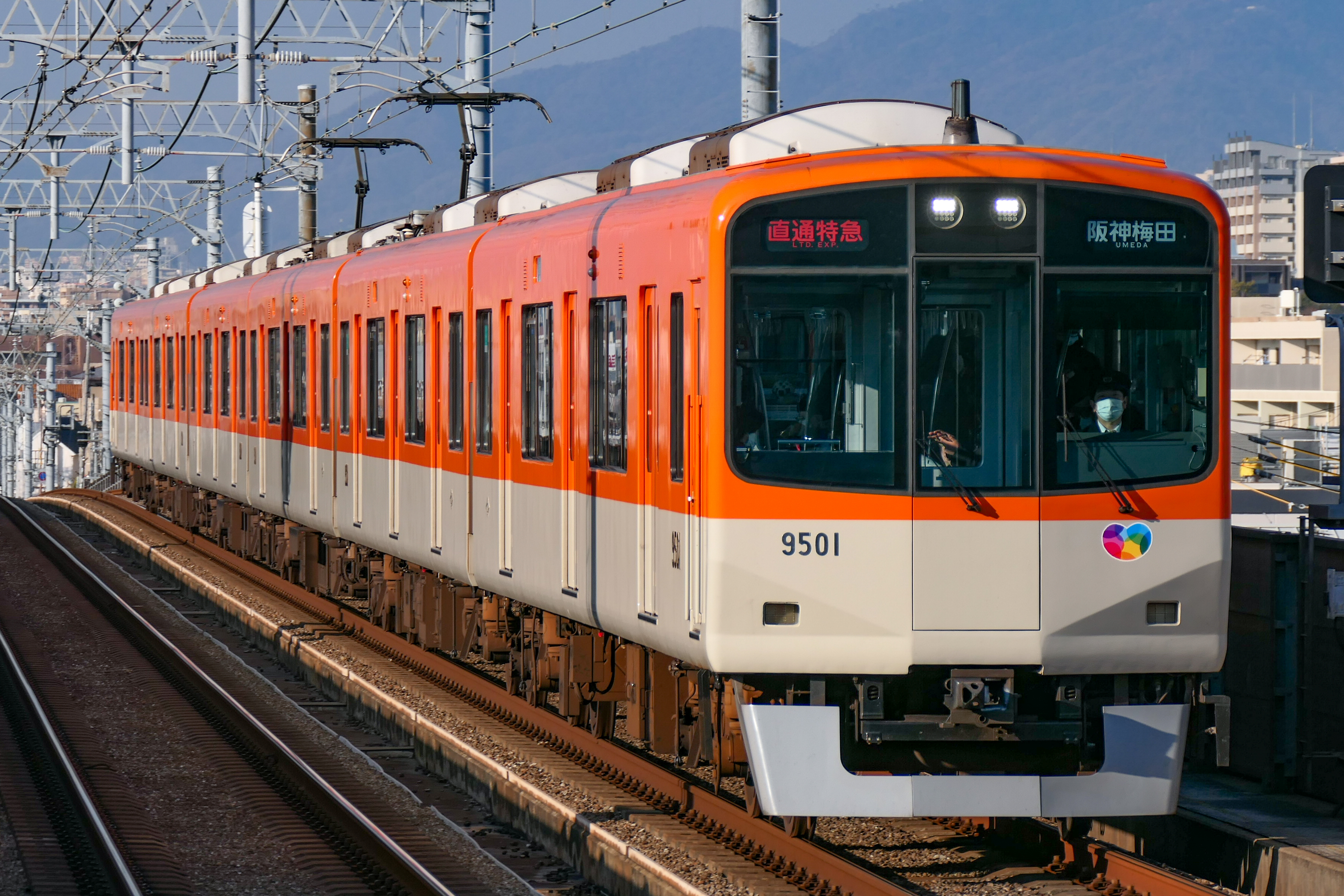
série 9300
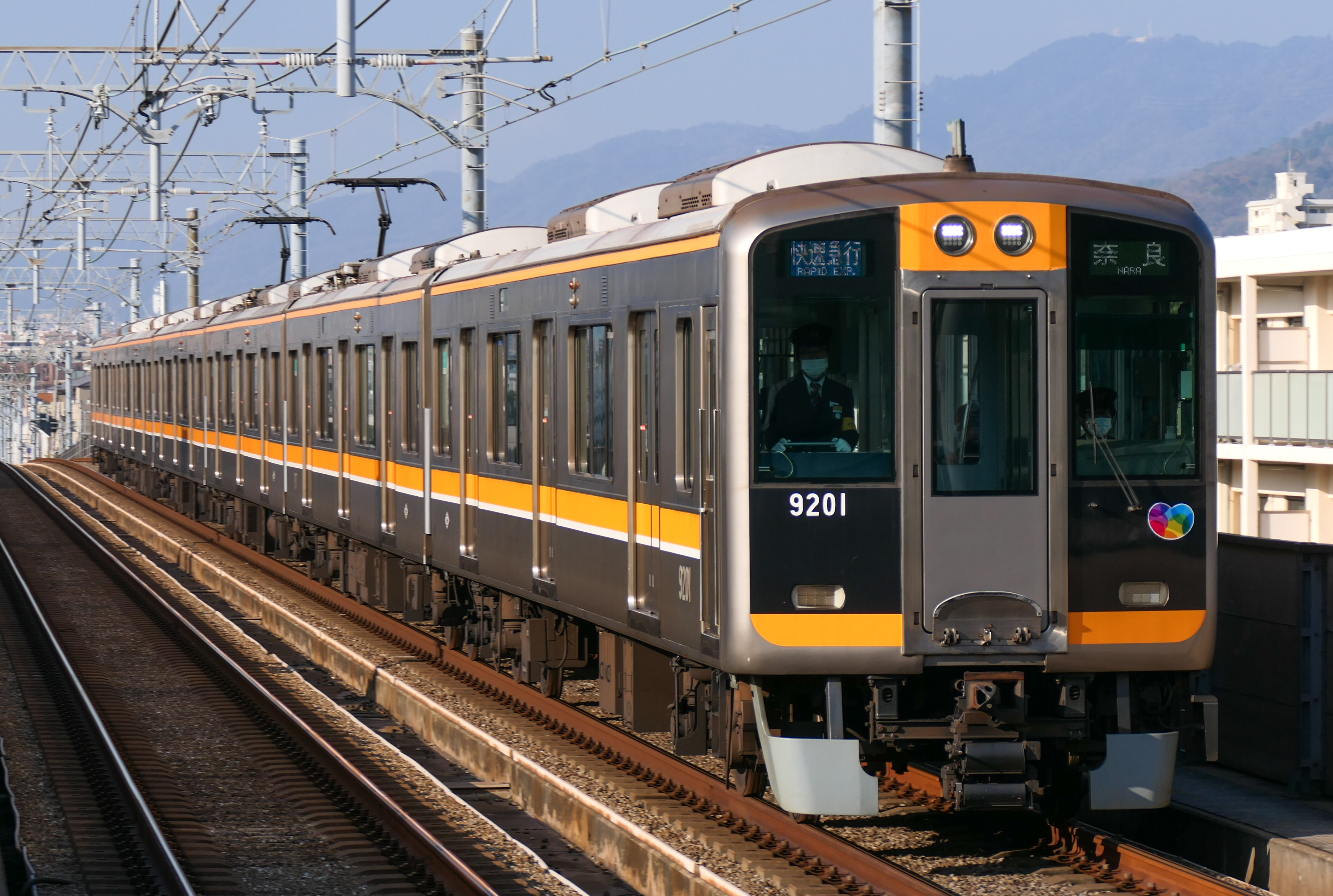
série 9000
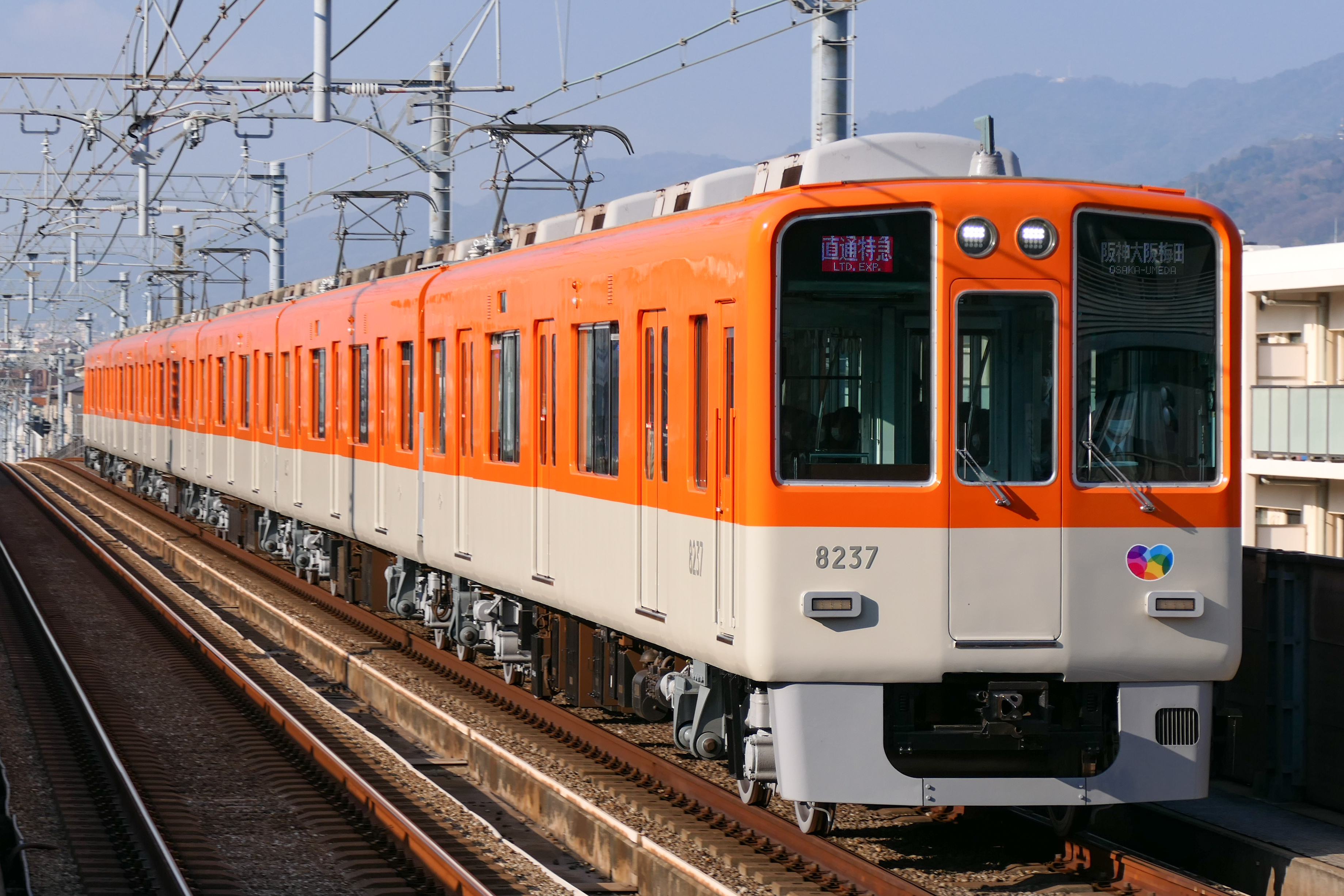
série 8000
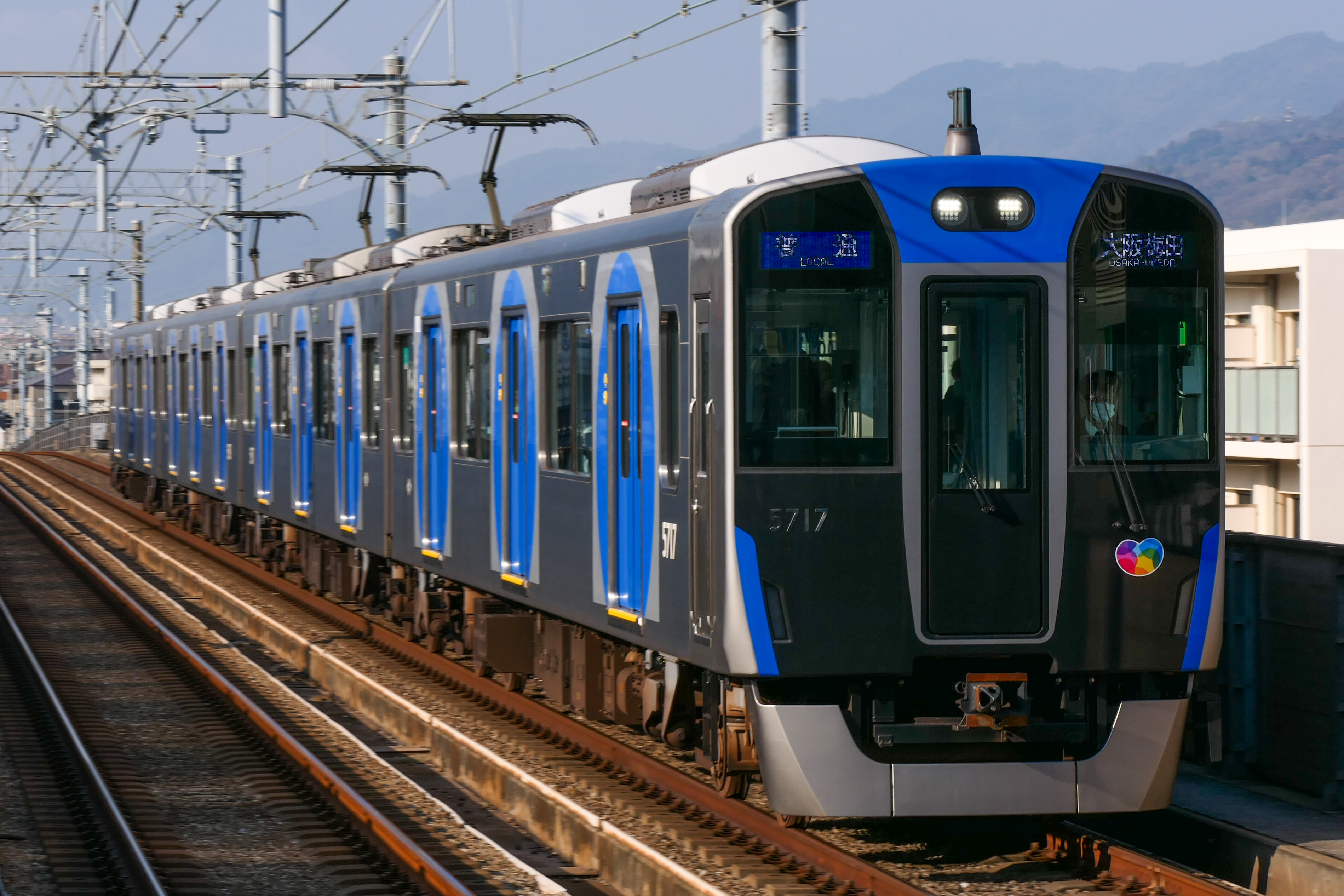
série 5700
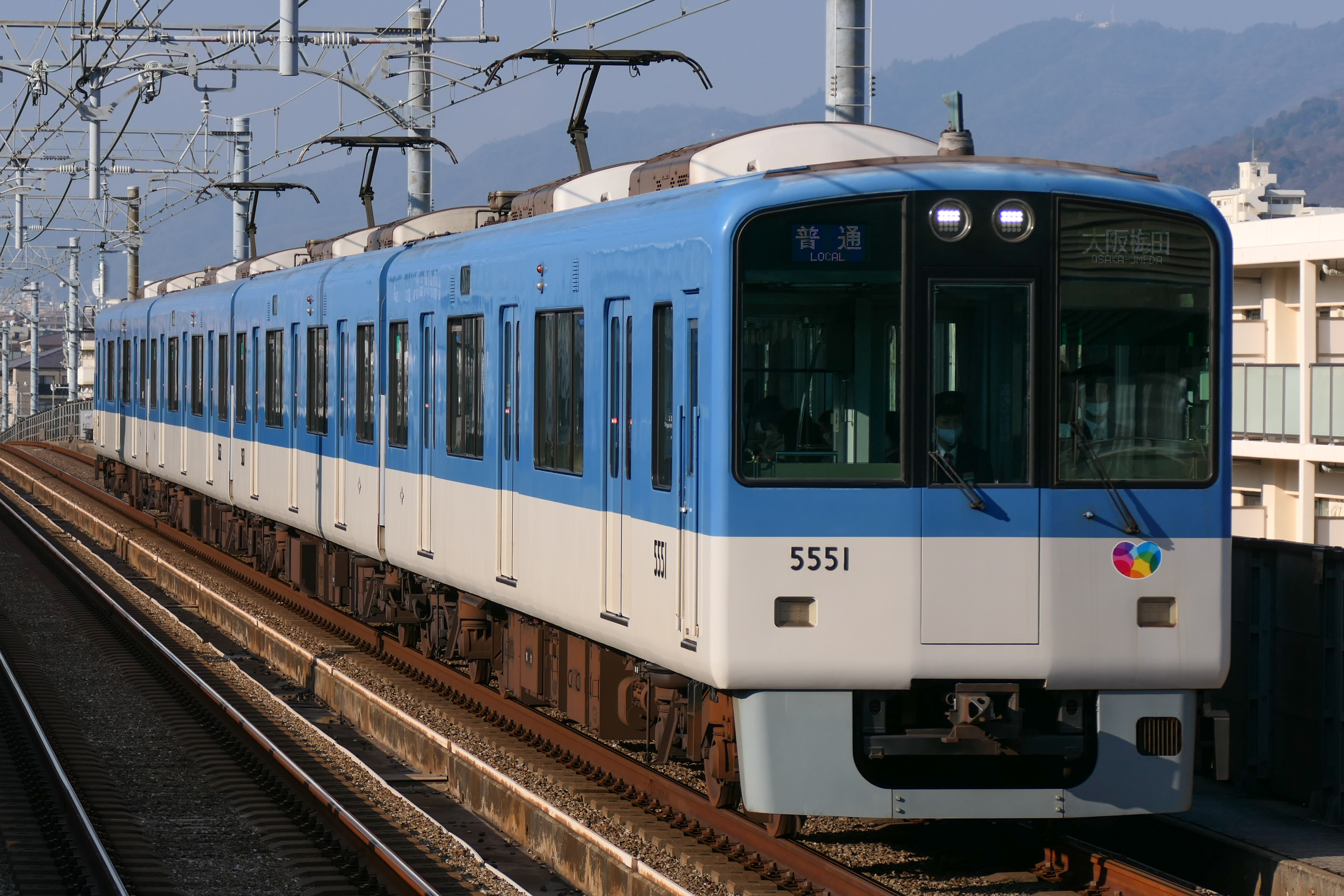
série 5550
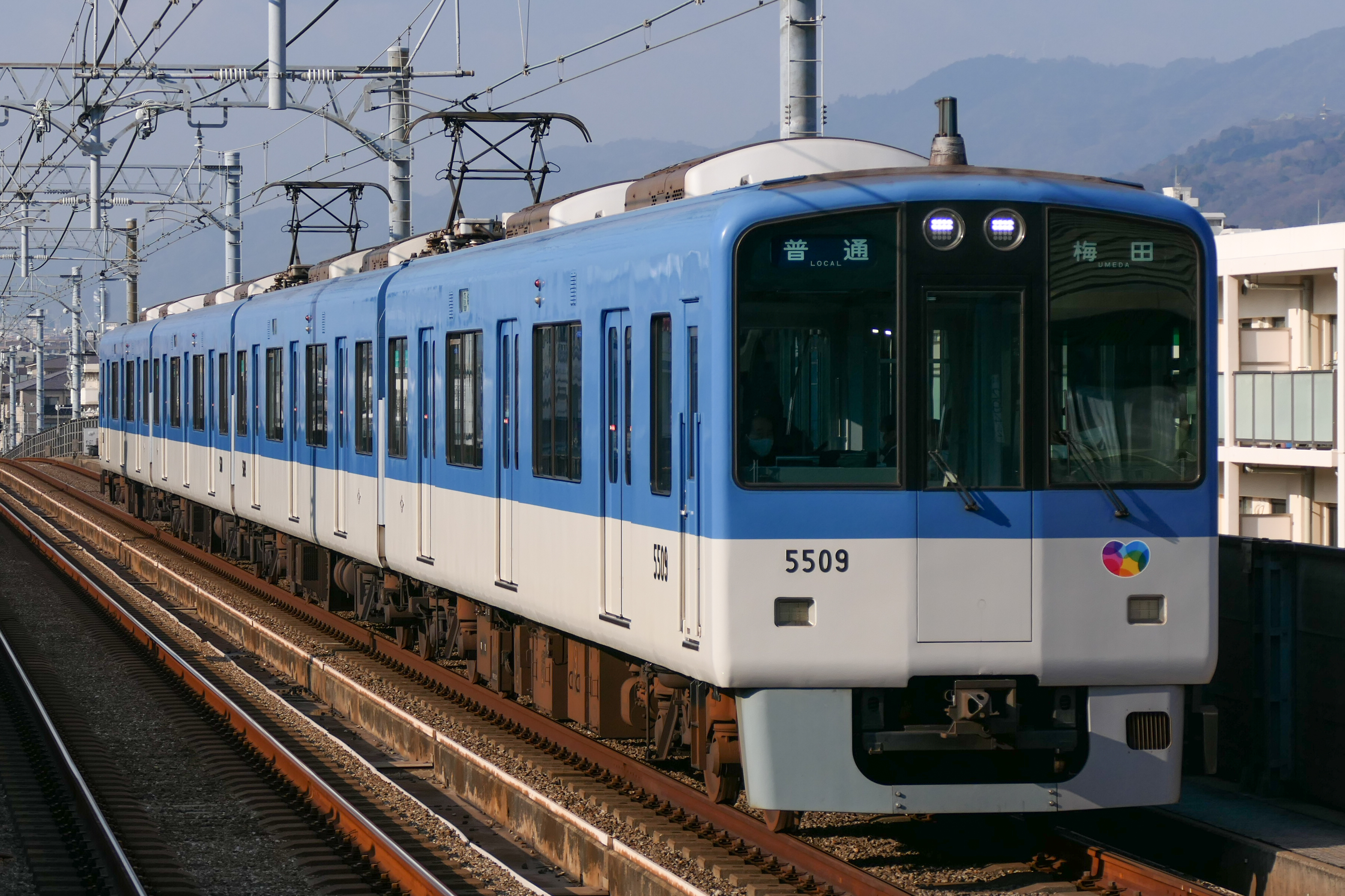
série 5500
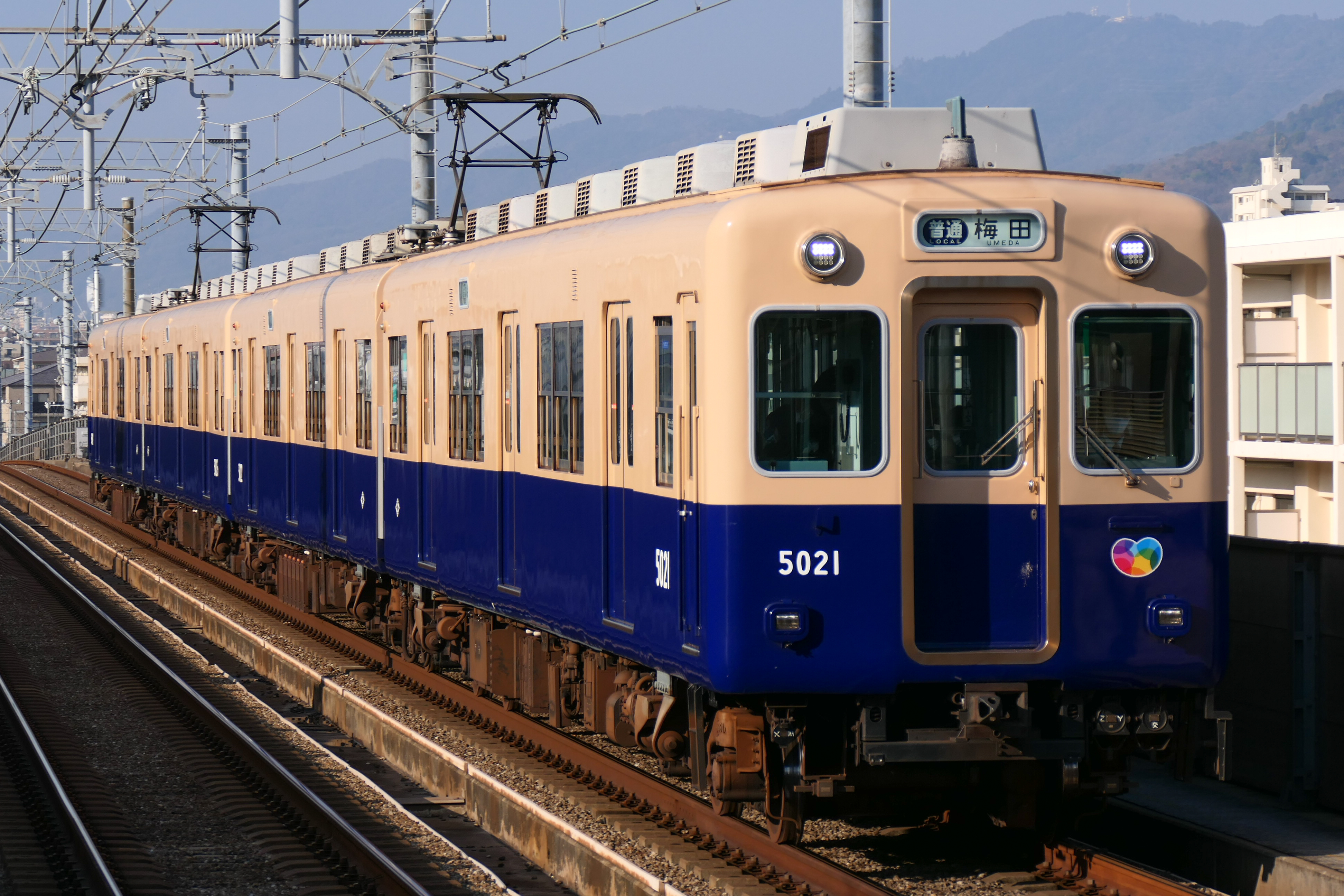
série 5000
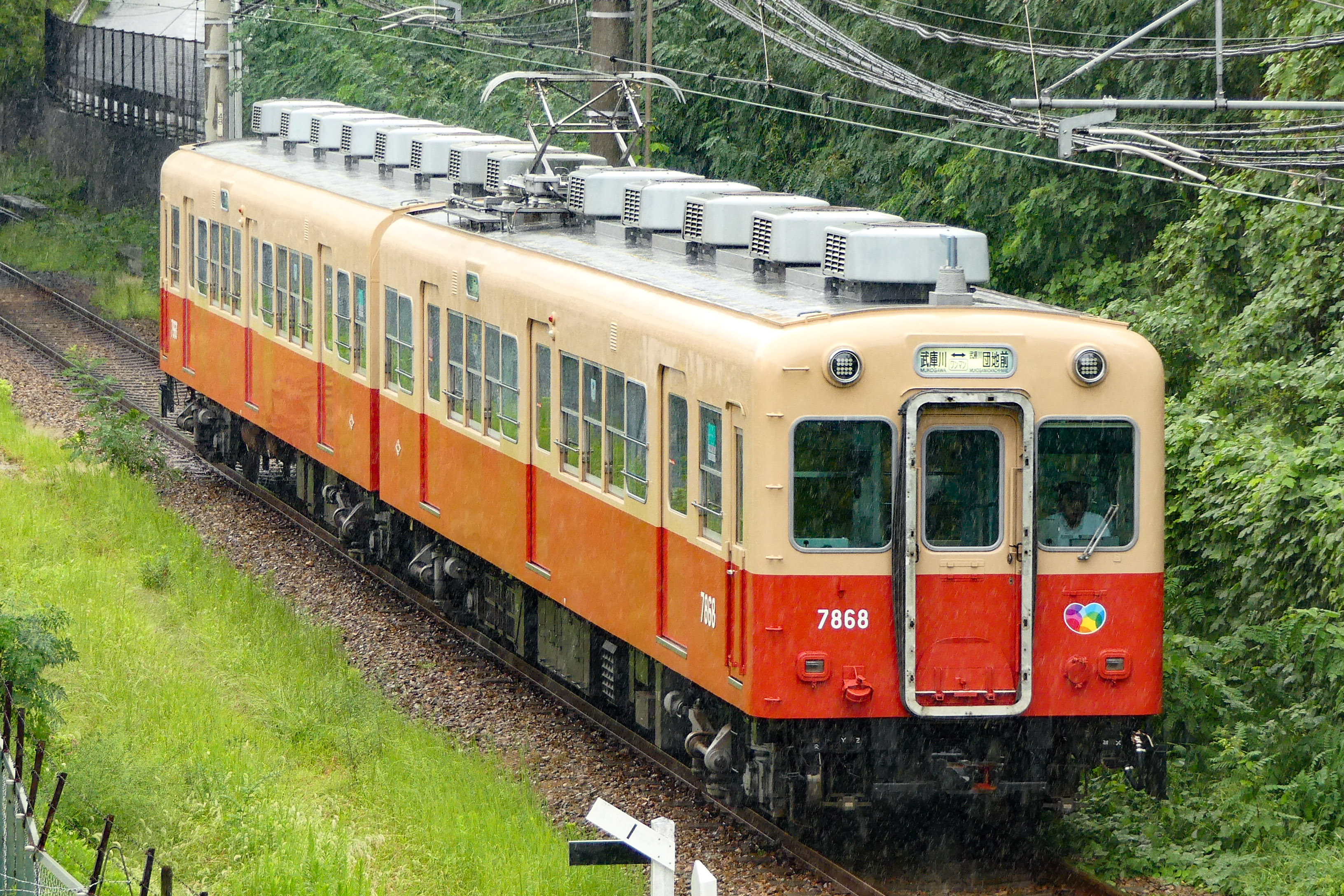
série 7861
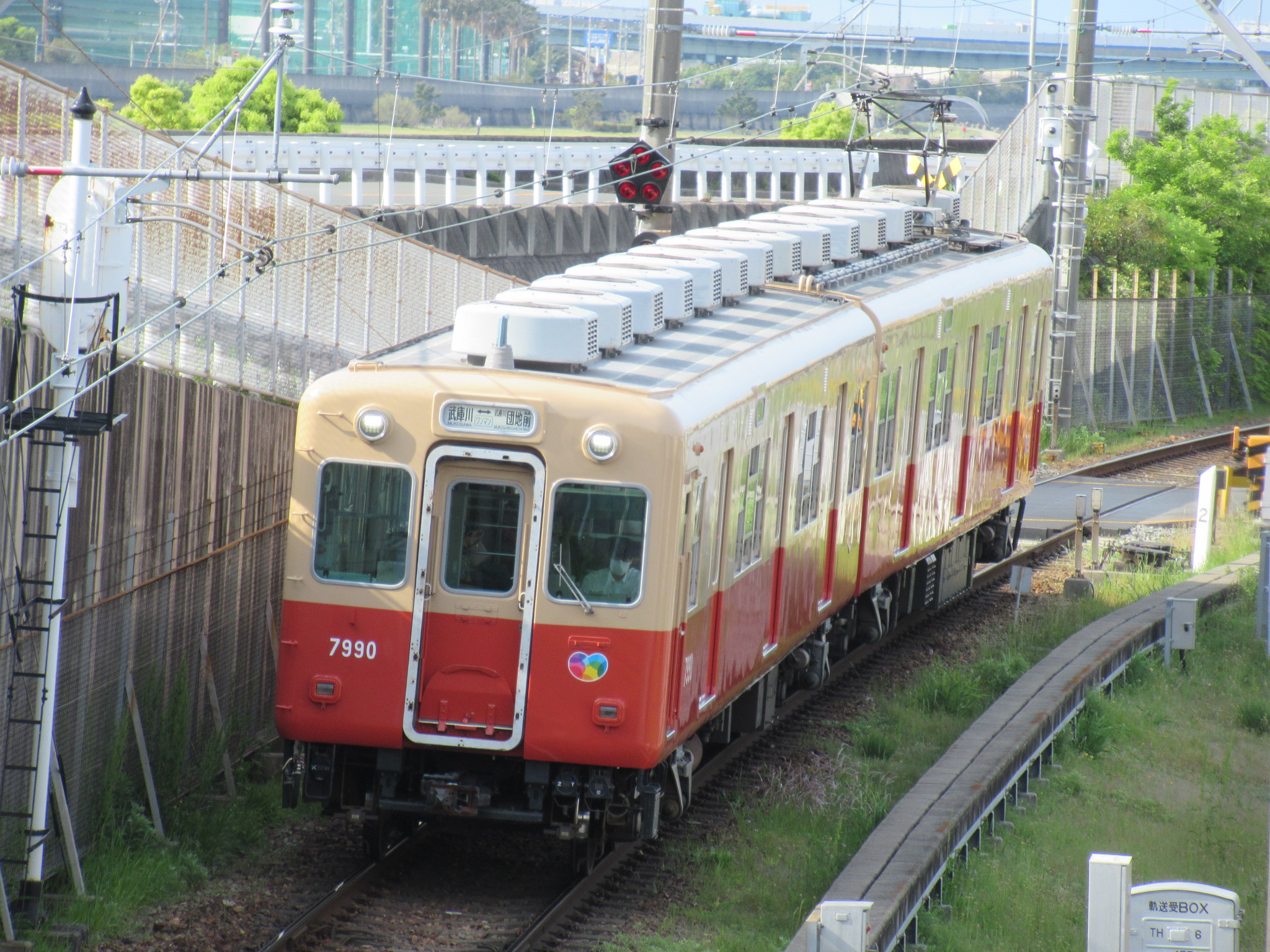
série 7890/7990